# Ioan Bâldea
Ioan Bâldea (n. 24 august 1950- d. 10 septembrie 2024) este un fost deputat român în legislatura 2000-2004, ales în municipiul București pe listele partidului PRM. Ioan Bâldea a fost membru în grupurile parlamentare de prietenie cu Regatul Belgiei și Republica Bulgaria. 

## Legături externe
- Ioan Bâldea Arhivat în 22 septembrie 2020, la Wayback Machine. la cdep.ro